# Franz Adickes (Politiker)

Franz Adickes
(Max Liebermann, 1910)

Franz Bourchard Ernst Adickes (* 19. Februar 1846 in Harsefeld bei Stade; † 4. Februar 1915 in Frankfurt am Main) war ein deutscher Kommunalpolitiker. Er war ab 1873 zweiter Bürgermeister von Dortmund, ab 1876 Oberbürgermeister von Altona und vom 11. Januar 1891 bis zum 1. Oktober 1912 Oberbürgermeister der Stadt Frankfurt am Main.
Adickes ist in der gesamten Geschichte von Frankfurt am Main der Bürgermeister mit der längsten Amtszeit und angesichts seiner Weichenstellungen in der für die Frankfurter Stadtentwicklung so bedeutenden Gründerzeit auch einer der bedeutendsten.

## Vorfahren
Franz Adickes wurde als Sohn des aus dem friesischen Land Wursten (bei Cuxhaven) stammenden pietistischen Amtsrichters Wilhelm Adickes (1817–1896), Richter am Amtsgericht Lesum von 1854 bis 1894, und der aus einer Hugenottenfamilie stammenden Therese Chappuzeau (1822–1898) geboren. Auch beide Großväter bekleideten öffentliche Ämter, Erich Friedrich Adickes (1778–1838) war von 1819 bis 1838 Mitglied der Ständeversammlung des Königreichs Hannover, Christoph Wilhelm Chappuzeau war Amtmann in Bederkesa. Die Mutter war eine Nachfahrin des französischen Reisenden und Schriftstellers Samuel Chappuzeau (1625–1701), der 1682 nach Niedersachsen (Celle) gekommen war.
Sein Bruder war der Philosoph Erich Adickes (1866–1928).

## Leben
Ab 1860 besuchte Adickes die Hohe Schule (das spätere Ratsgymnasium) in Hannover und erwarb dort das Abitur. Einer seiner Lehrer war Wilhelm Wiedasch, der sich ihm im Besonderen widmete, durch den er über mehrere Jahrgänge in den Fächern Deutsch und insbesondere Geschichte unterrichtet wurde und dem Adickes zeitlebens innig verbunden blieb. Ebenfalls noch in der Residenzstadt des damaligen Königreichs Hannover engagierte sich Adickes in der verbotenen Schülerverbindung Hercynia.

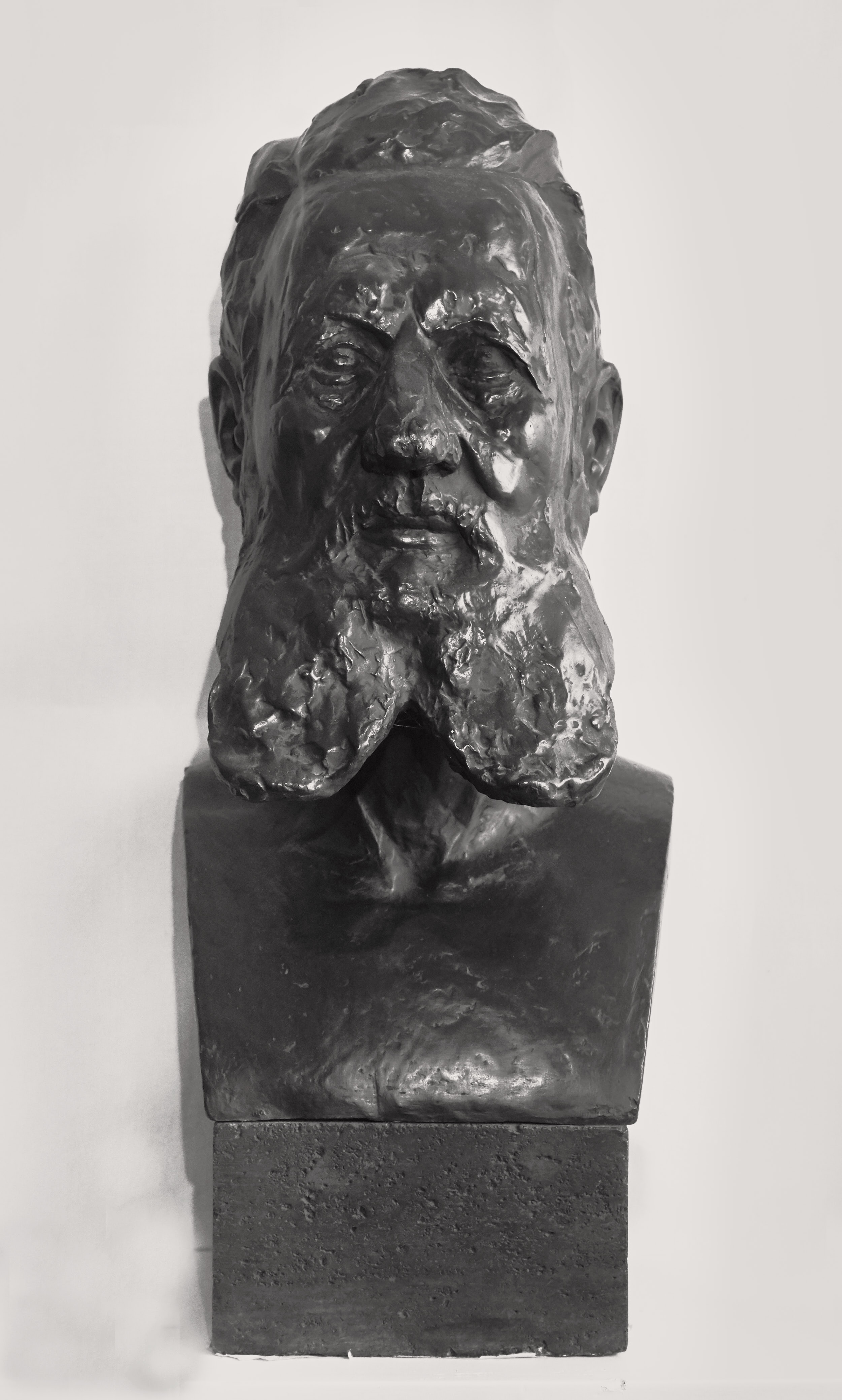
Büste von Franz Adickes im Familienbesitz

Adickes studierte 1864 bis 1867 in Heidelberg, München und Göttingen die Rechtswissenschaft. In Heidelberg war er ab 1864 Mitglied der Burschenschaft Allemannia Heidelberg (SK). Nach dem Referendariat an den Amtsgerichten Hannover und Neustadt leistete er Wehrdienst und nahm im 3. Garde-Regiment zu Fuß als Unteroffizier und Reserveleutnant am Deutsch-Französischen Krieg teil. Mit dem Assessorexamen beendete er 1873 in Berlin seine Berufsausbildung. Eine Bewerbung auf das Amt des zweiten Bürgermeisters in Dortmund bildet den Ausgangspunkt seiner beachtlichen kommunalpolitischen Karriere.

### Dortmund und Altona

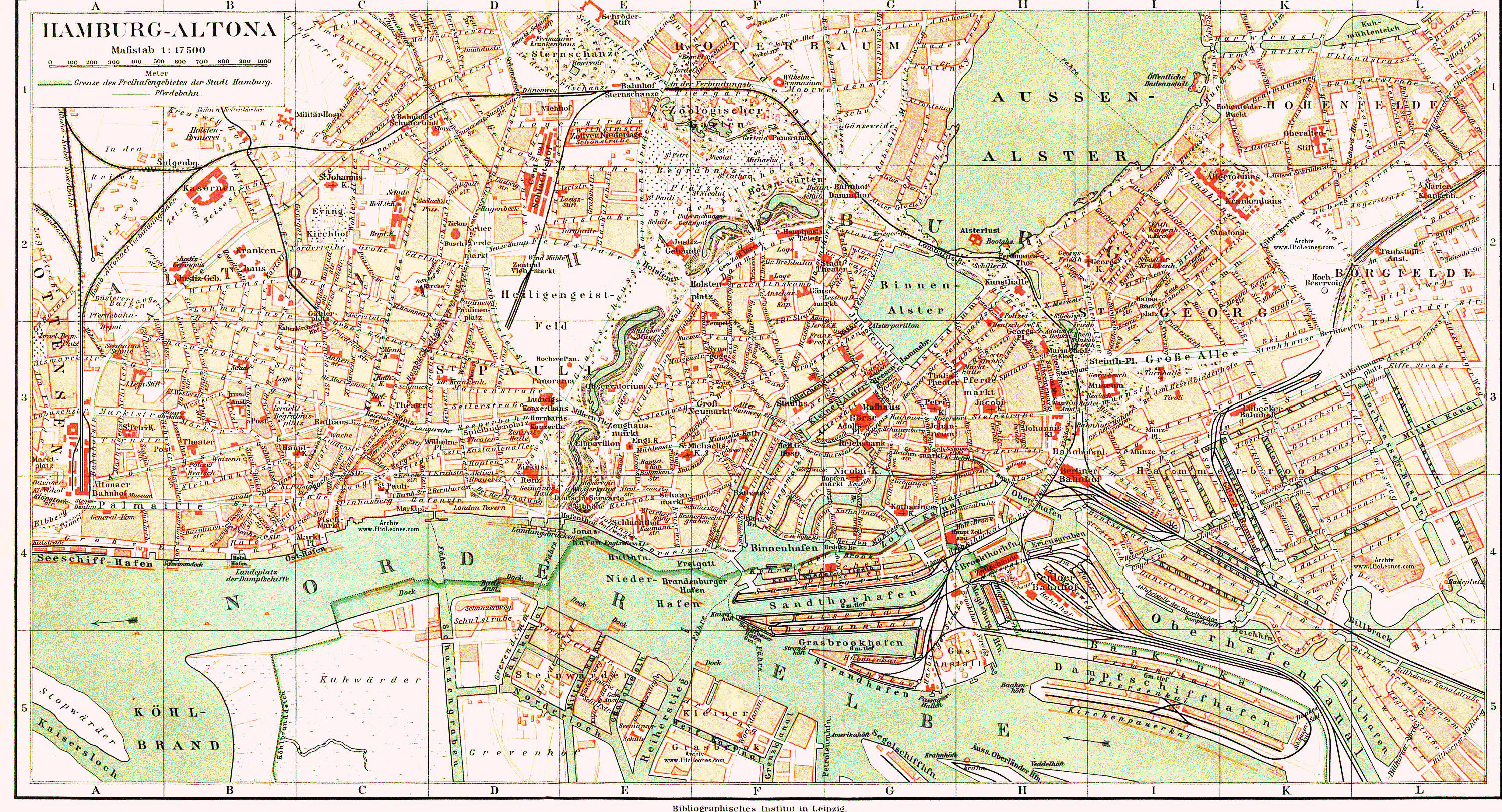
Stadtplan von Altona (links im Bild) und Hamburg am Ende von Adickes’ Amtszeit (1890), man beachte die mitten durchs bebaute Gebiet verlaufende preußisch-hamburgische Landesgrenze.

Im Juli 1873, kurz nach seinem Zweiten Staatsexamen, wurde er einstimmig zum zweiten Bürgermeister von Dortmund gewählt. In seiner dreijährigen Amtszeit lag der Schwerpunkt seiner Tätigkeit im Stiftungs- und Armenwesen Dortmunds. 1876 wurde Adickes als zweiter Bürgermeister in die preußische Stadt Altona vor den Toren des Stadtstaats Hamburg berufen, ab 1883 war er dort Oberbürgermeister. Sein Vorgänger Friedrich Thaden war 27 Jahre im Amt gewesen, bei seinem Amtsantritt gehörte Altona noch zu Dänemark. Adickes’ Wahl war der erste Amtswechsel seit dem Anschluss an Preußen 1863 und der deutschen Reichsgründung 1871. Die größte Herausforderung seiner Amtszeit bestand in der Positionierung Altonas gegenüber der sich damals erfolgreich zu einer Weltstadt entwickelnden Nachbarstadt Hamburg. Adickes setzte hier auf die Schaffung moderner Infrastruktur und die Förderung der Industrialisierung. Nachdem kurz vor seinem Amtsantritt bereit die teilweise unterirdisch geführte Altonaer Hafenbahn in Betrieb gegangen war, konnten 1884 die Königliche Eisenbahndirektion Altona und die Altona-Kaltenkirchener Eisenbahngesellschaft AG gegründet werden.
Adickes vergrößerte die Stadt Altona durch Eingemeindungen und gewann auf diese Weise Entwicklungsfläche für die räumlich beengte, im Osten unmittelbar an die Hamburger Innenstadt (St. Pauli) angrenzende Hafenstadt. Die zu Altona kommenden Nachbargemeinden erhielten durch den Zusammenschluss Zugang zu moderner großstädtischer Infrastruktur wie Kanalisation, Strom- und Gasversorgung, Schulen und Straßenbahnanschluss. 1889 wurden Ottensen, Altonas unmittelbarer Nachbar im Westen und selbst bereits stark industrialisiert, und Neumühlen, 1890 Bahrenfeld, Othmarschen und Övelgönne an die Stadt Altona angegliedert. Dadurch und durch die Zuwanderung infolge der Industrialisierung wuchs Altonas Bevölkerung während Adickes’ Amtszeit rapide an: Im Jahr vor seinem Amtsantritt, 1875, hatte Altona 84.099 Einwohner, am Ende seiner Amtszeit 1890 waren es 143.249.
Zu seinen über die Stadtgrenzen hinausgehenden staatspolitischen Verdiensten gehört die von ihm vorangetriebene Stärkung der Selbstverwaltung der Provinz Schleswig-Holstein innerhalb Preußens. 1884 wurde er qua Amt in seiner Eigenschaft als Oberbürgermeister Mitglied des Preußischen Herrenhauses (MdH), der Ersten Kammer des Landtags, und blieb es als solcher auch in seiner Frankfurter Zeit bis 1912. Einer 1914 erfolgten persönlichen Berufung ins Herrenhaus folgte er nicht mehr.

### Oberbürgermeister von Frankfurt am Main

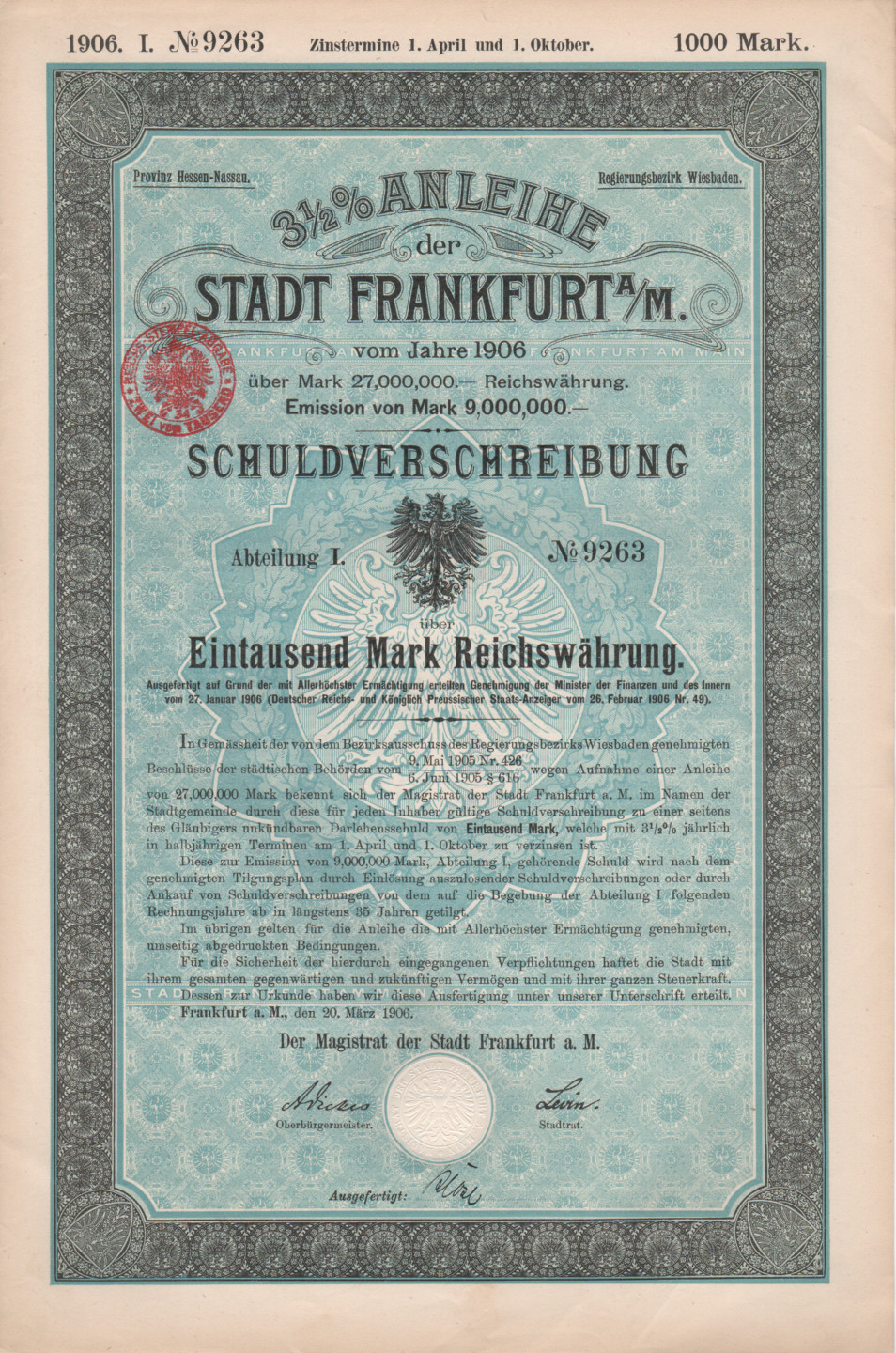
Anleihe über 1000 Mark der Stadt Frankfurt a. M. vom 20. März 1906 mit Faksimile-Unterschrift von Oberbürgermeister Franz Adickes. Diese Anleihe diente u. a. für die Erweiterung der Wasserwerke und der Kanalisation, der Fertigstellung des Gaswerks Heddernheim und der Badeanstalten Bockenheim und Sachsenhausen.

Der wie Adickes aus dem ehemaligen Königreich Hannover stammende Frankfurter Oberbürgermeister Johannes Miquel wurde 1890 zum preußischen Finanzminister ernannt und wechselte deshalb nach Berlin. Miquel hatte in seiner zehnjährigen Amtszeit wichtige Entscheidungen und Projekte realisiert, die viel dazu beitrugen, die gesellschaftlich noch teilweise im Spätmittelalter verhaftete Patrizierrepublik in eine moderne Metropole des Industriezeitalters zu verwandeln, etwa durch technische Großprojekte wie die Mainkanalisierung (1886) und den neuen Hauptbahnhof (1888). Nicht unbedeutend war außerdem, dass der Finanzexperte Miquel seinem Nachfolger eine solide geführte Stadtkasse hinterließ. Adickes bewarb sich für Miquels nun vakanten Posten. Sein bisheriger Vorgesetzter, der Oberpräsident der Provinz Schleswig-Holstein Georg Steinmann, lobte den Bewerber in seinen Empfehlungsschreiben an seinen Kollegen in Hessen-Nassau, es sei Adickes […] gelungen, eine Reihe großer Verkehrsanlagen ins Leben zu rufen […] und Altona neben der erdrückenden Konkurrenz Hamburgs […] selbständig zu erhalten. Die Bewerbung war erfolgreich, die Stadtverordnetenversammlung wählte Adickes am 14. Oktober 1890 zum neuen Oberbürgermeister; er übte diese Funktion bis 1912 aus.
Adickes war, zusammen mit dem Gründer der Metallgesellschaft, Wilhelm Merton und dem Physiker Richard Wachsmuth, maßgeblich beteiligt an der Stiftung der als erste deutsche Stiftungsuniversität 1914 durch Wachsmuth als Gründungsrektor eröffneten Johann Wolfgang Goethe-Universität und förderte die Reform des höheren Schulwesens. In Adickes’ Amtszeit wurden zudem zahlreiche ehemalige Vororte des Landkreises Frankfurt eingemeindet. Als Bodenreformer machte er sich ab 1893 einen Namen mit der Lex Adickes, einem rechtlichen Weg zur Umlegung von privaten Grundstücken. Nach erheblichen Widerständen führten seine Bemühungen zum Gesetz betr. die Umlegung von Grundstücken in Frankfurt a. M. vom 28. Juli 1902; nach einer Novellierung im Jahre 1907 war das Gesetz noch anwendungsfreundlicher. Durch seine weitsichtigen Grundstücksumlegungen entstanden neue Wohngebiete wie West-, Ost- und Nordend und ein zweites Ringstraßensystem, der Alleenring. Ebenfalls durch seine Initiative entstand der Frankfurter Osthafen, der noch heute größte Hafen der Stadt. Er widmete sich auch der Entwicklung der Luftschifffahrt und erreichte die Einrichtung eines leistungsfähigen Flughafens.
In Adickes’ Amtszeit fielen der Bau der Festhalle, die Gründung des Völkerkundemuseums und die Skulpturensammlung im Liebieghaus. Adickes gilt als bedeutender Reformer und Reorganisator des städtischen Armenwesens. Hier arbeitete er mit Christian Jasper Klumker zusammen. Seine Baustrukturen trugen wesentlich dazu bei, die Wohnbedingungen der städtischen Arbeiterschaft in Frankfurt zu verbessern. Adickes installierte ein städtisches Fürsorgewesen, das er Karl Flesch unterstellte, und er gründete ein Wohnungsamt, eine Gemeinnützige Rechtsauskunftsstelle und eine Arbeitsvermittlungsstelle. Er förderte die Volksbildung durch Unterstützung des Volkschors, der Volkskonzerte und des Ausschusses für Volksvorlesungen. Adickes verbesserte zudem die soziale Fürsorge der städtischen Bediensteten.
1909 wurde Adickes Mitglied der Immediatkommission Verwaltungsreform. 1912 wurde er in den Aufsichtsrat der Dresdner Bank gewählt, von 1913 bis 1914 war er dessen Vorsitzender.

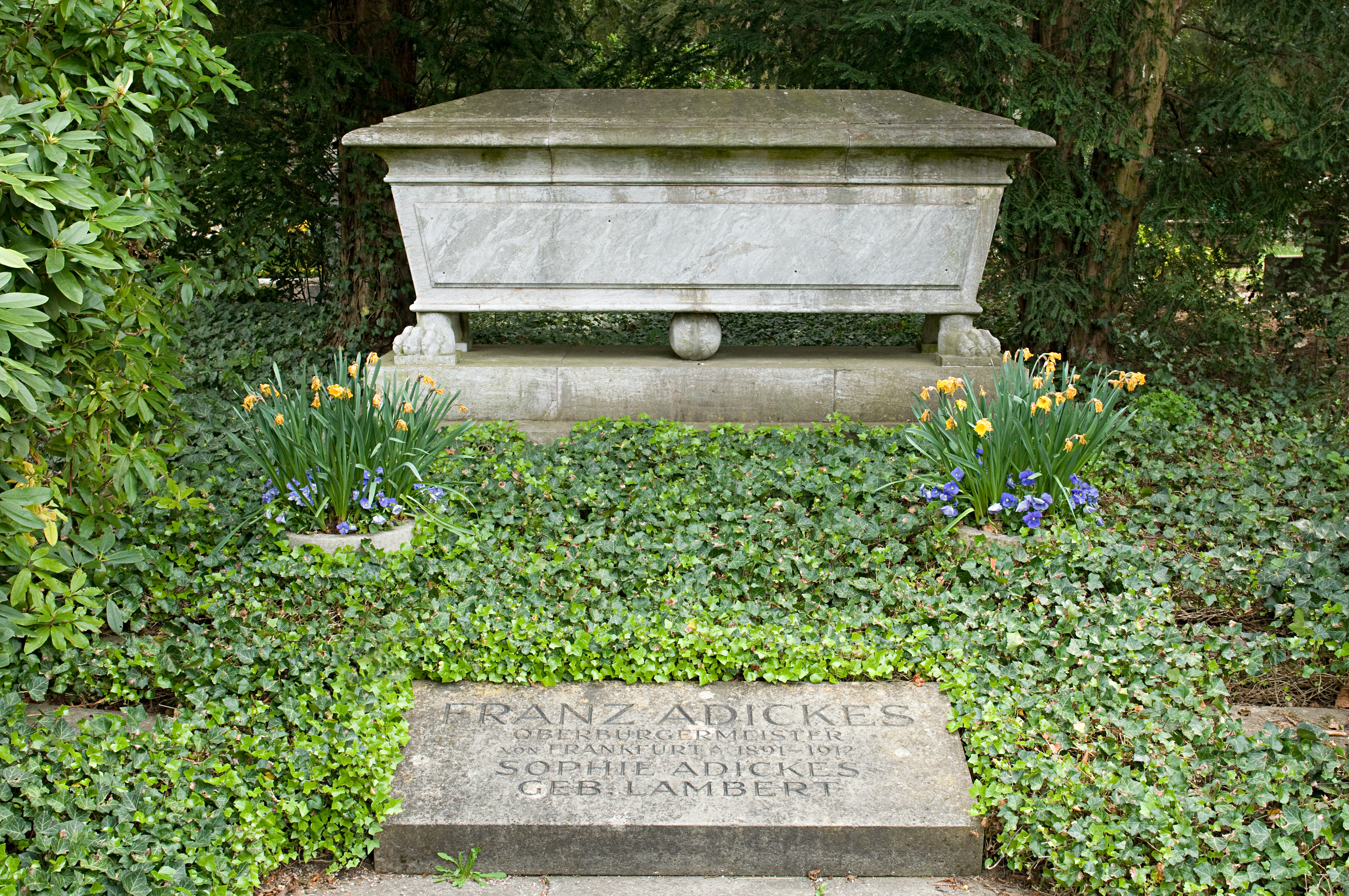
Adickes Grabmal auf dem Frankfurter Hauptfriedhof (Bildhauer: Johann Belz)

Adickes starb zweieinhalb Jahre nach dem Ende seiner Amtszeit als Frankfurter Oberbürgermeister. Sein Grab befindet sich auf dem Frankfurter Hauptfriedhof (Gewann II GG 24).

## Familie
Am 27. September 1873 heiratete er in Kassel die im nordhessischen Waldkappel geborene Sophie Therese Lambert (1848–1922), Tochter des Kasseler Medizinalrats Fritz Lambert und dessen Frau Maria.
Franz und Sophie Adickes hatten vier Kinder:
- Friedrich, der einzige Sohn, verstarb im Juli 1874 im Alter von vier Tagen.
- Theodore (1875–1945) heiratete 1895 den Frankfurter Komponisten und Ersten Kapellmeister der Oper Frankfurt, Ludwig Rottenberg (1864–1932). Ihre Tochter Gertrud (1900–1967) heiratete 1924 den Frankfurter Komponisten Paul Hindemith.
- Gertrud (1878–1960) heiratete 1900 den Wirtschaftsmagnaten und Politiker Alfred Hugenberg (1865–1951) und hatte mit ihm einen Sohn und drei Töchter.
- Erika (1889–1960) heiratete Karl Eisenlohr.

Diese Eheschließungen sind insofern bemerkenswert, als Theodores Mann Ludwig Rottenberg aus einer jüdischen Familie aus Tschernowitz/Bukowina stammte, sein Schwippschwager, Gertruds Mann Alfred Hugenberg, dagegen als deutschnationaler Politiker (Vorsitzender der DNVP 1928–1933) und antisemitischer Verleger ein maßgeblicher Wegbereiter der Machtergreifung Hitlers sowie Minister in dessen erstem Kabinett war. Adickes war also sowohl der Schwiegervater eines jüdischen Dirigenten als auch der von Hitlers wichtigstem Koalitionspartner – dessen Managerkarriere allerdings seinerseits in der Adickes’ jüdischem Freund Wilhelm Merton gehörenden Metallgesellschaft begann.

## Ehrungen

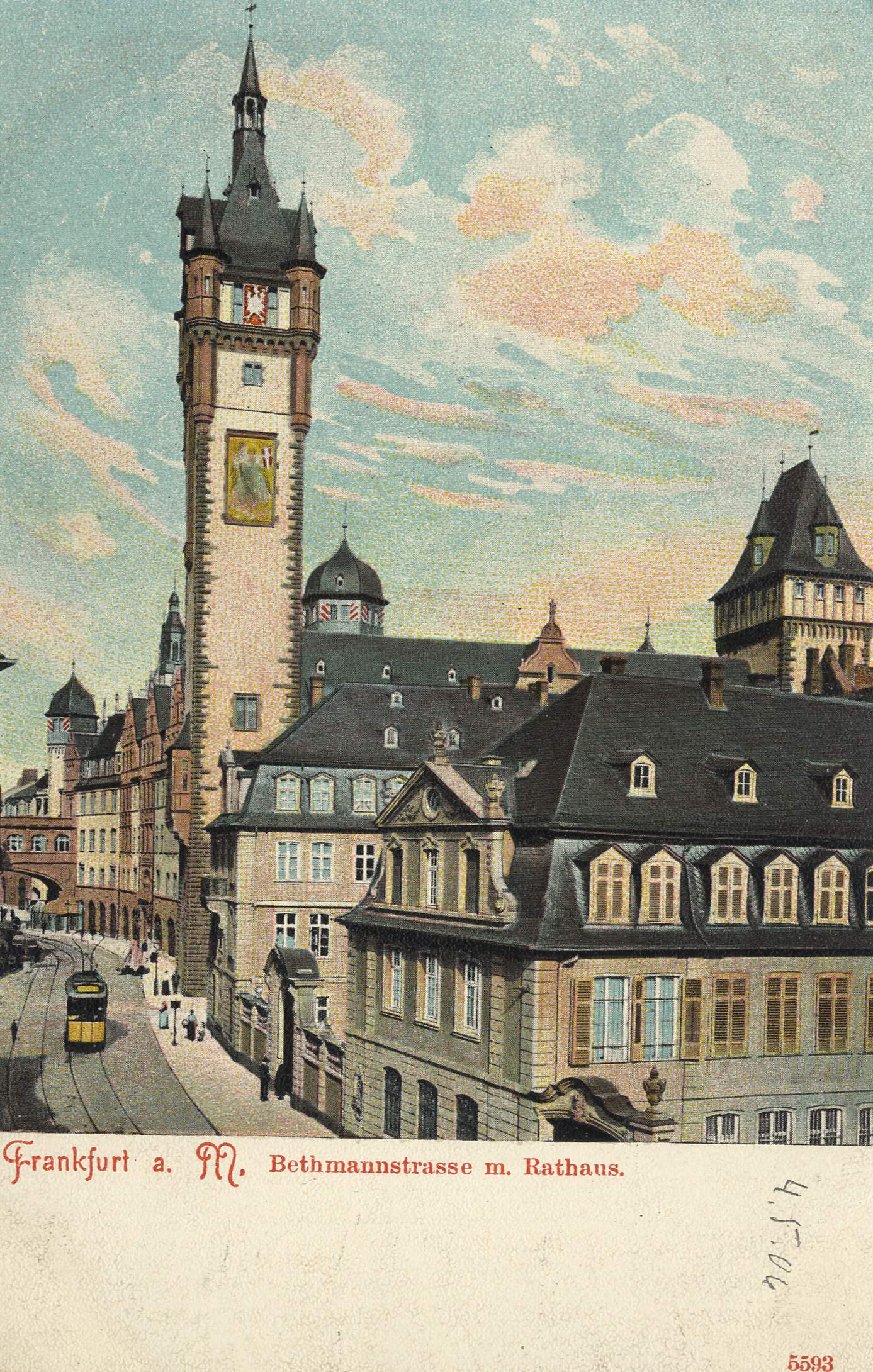
Rathausturm „Langer Franz“

Nach Adickes ist in Frankfurt die Adickesallee, ein Abschnitt des Alleenrings im Nordend, benannt. Der größere Turm des während seiner Amtszeit erbauten Neuen Rathauses erhielt im Volksmund den Namen Langer Franz nach dem populären Oberbürgermeister. 1903 erhielt er für seine Verdienste auf dem Gebiet der sozialen Wohlfahrt den preußischen Wilhelm-Orden. 1912 wurde er zum Ehrenbürger der Stadt Frankfurt am Main ernannt. 1914 wurde mit dem Titel „Wirklicher Geheimer Rat“ ausgezeichnet, einer  symbolischen Ehrung für höchste Beamte in Preußen.
Am 25. Oktober 1916 wurde im Lichthof der neuen Universität eine Büste für den im Vorjahr verstorbenen Universitätsgründer enthüllt.
Nach Franz Adickes wurde 1904 die Adickesstraße in Hamburg-Groß Flottbek und 1955 die gleichnamige Straße in Berlin-Haselhorst benannt.
1996 veranstaltete das Institut für Stadtgeschichte zu Adickes’ 150. Geburtstag die Ausstellung Durchbruch zur Moderne. Frankfurt um 1900.

## Schriften
- Zur Lehre von den Rechtsquellen (Göttingen, 1872)[7]
- Zur Lehre von den Bedingungen (Berlin, 1876)[7]
- Persönliche Erinnerungen zur Vorgeschichte der Universität Frankfurt a. M.: zum 18. Oktober 1914 (Volltext als PDF-Dokument)